# Rezervoarele din Tawila

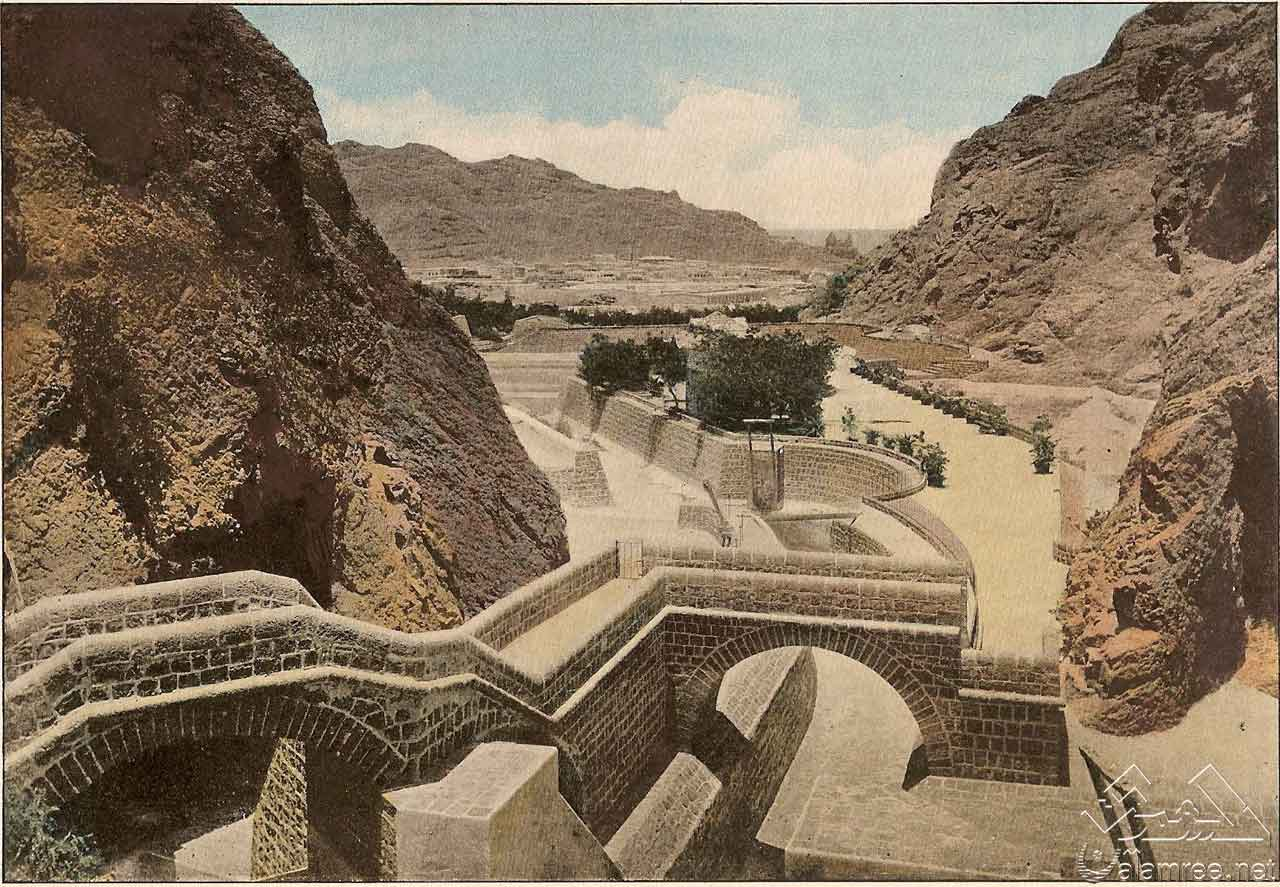
Rezervoarele din Tawila

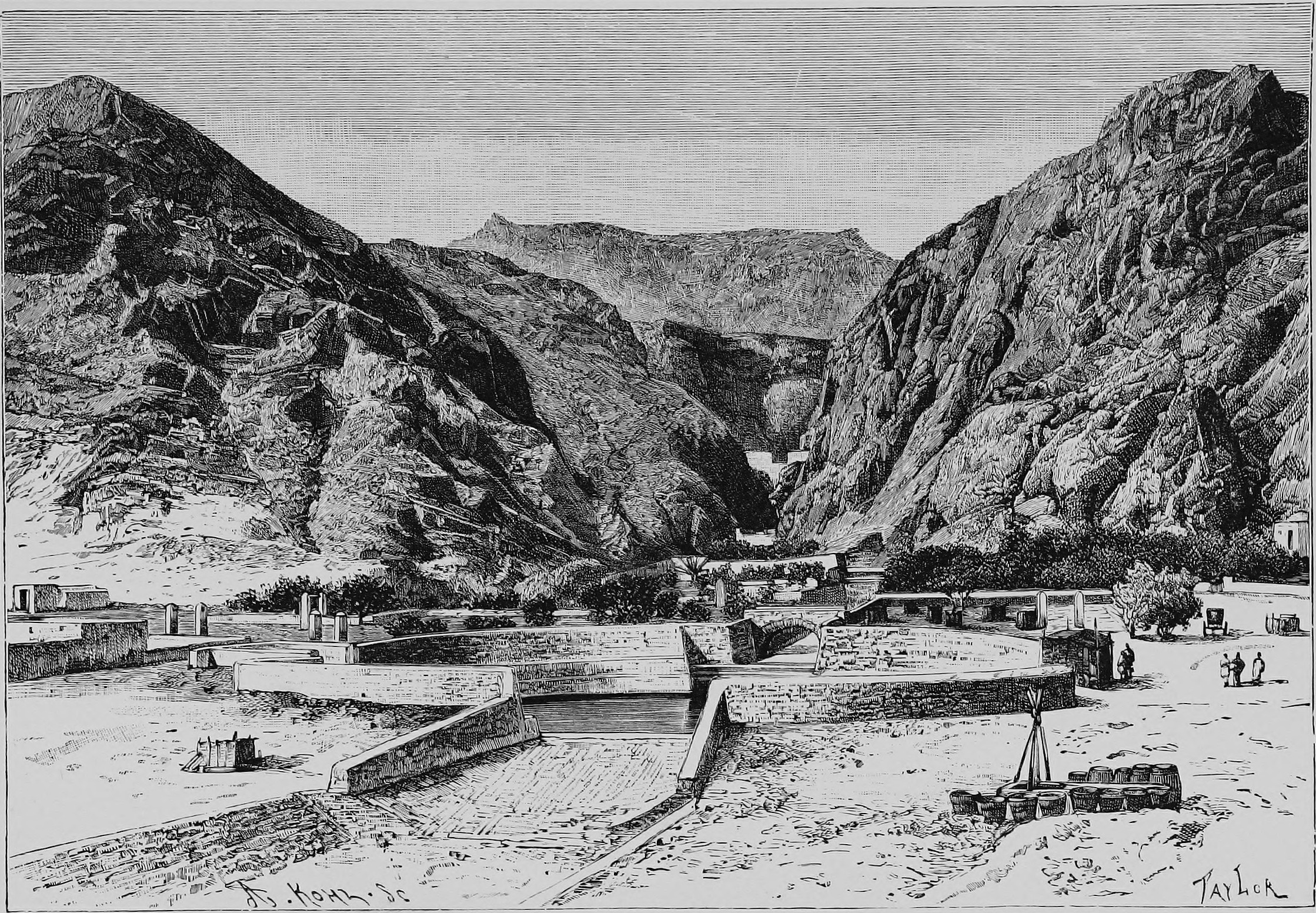
Desen vechi al rezervoarelor

Rezervoarele din Tawila sau rezervoarele Tawila sunt cel mai cunoscut sit istoric din Aden, Yemen. Site-ul este format dintr-o serie de rezervoare de diferite forme și capacități, conectate între ele. Sunt situate în Wadi Tawila la sud-vest de cel mai vechi district din Aden, Crater. Inițial erau circa 53 de rezervoare, dar numai 13 au rămas în urma unei succesiuni de renovări, inclusiv cele realizate de britanici în secolul al XIX-lea. Rezervoarele existente au o capacitate combinată de aproximativ nouăsprezece milioane de galoane. Rezervoarele au fost concepute pentru a colecta și stoca apa de ploaie care se scurge din masivul Shamsan prin Wadi Tawila și pentru a proteja orașul de inundațiile periodice. Cele mai mari sunt rezervorul Coghlan din centrul sitului principal și rezervorul rotund Playfair, situat în punctul cel mai jos, în afara amplasamentului principal.

## Istorie
Rezervoarele au fost tăiate din rocile vulcanice ale Wadi Tawila și apoi căptușite cu un stuc special care conținea cenușă vulcanică pentru a crea un ciment puternic, natural, ceea ce a făcut oferit pereților rezervoarelor impermeabilitate pentru a reține apa pentru perioade îndelungate.
Vizitatorii rezervoarelor sunt deseori surprinși de cuvintele scrise pe o placă din apropierea rezervorului Coghlan: „În ceea ce privește construcția inițială despre care nu se știe cu exactitate nimic…” Există într-adevăr puține dovezi de încredere și există puține surse de informații viabile despre rezervoare. O ipoteză preferată este că Himyar, un regat arab islamic care a condus părți din Yemen din 115 î.Hr. până în 525 d.Hr., a început să construiască rezervoare de apă în zona care a devenit în cele din urmă Rezervoarele din Tawila. Se știe că himiaritii foloseau rezervoare de captare a apei în alte zone aflate sub stăpânirea lor. Presupusa origine himiaritică a rezervoarelor poate ajuta la explicarea rolului zonei dreptunghiulare încastrate în rezervorul Coghlan, care, potrivit directorului sitului, ar fi putut fi folosită în vremurile preislamice pentru sacrificarea animalelor (un ritual pe care himiariții se cunoștea că îl practică într-o varietate de ocazii, inclusiv în timpul secetei).
Rezervoarele au fost menționate în unele manuscrise după venirea islamului în Yemen în secolul al VII-lea d.Hr. „Aden are bazine care stochează apa când cade ploaia”, a scris Al-Hamdani în secolul al X-lea. Trei secole mai târziu, Al-Makdsi a înregistrat și el prezența puțurilor și a rezervoarelor din Aden. Până în timpul dinastiei rasulide (1229-1454), rezervoarele au ajuns în paragină. Cu toate acestea, rasulizii au recunoscut utilitatea lor și au început să le restaureze. Această restaurare i-au determinat pe unii să susțină că rasulizii au construit rezervoarele, ascunzând astfel informațiile care prezintă cu siguranță originile mult mai vechi ale rezervoarelor. După rasulizi, rezervoarele au fost lăsate din nou în paragină, fiind deteriorate de inundații și lipsă de îngrijire, umplându-se în cele din urmă cu resturi aduse de inundațiilor succesive.
Pe vremea ocupației britanice a Adenului (începând cu 1839), rezervoarele erau aproape în întregime îngropate sub resturile aduse de inundațiile succesive din munți. Sir Robert L. Playfair le-a redescoperit și le-a recunoscut valoarea potențială. Aden nu avea apă proaspătă și triburile ostile îi tăiau adesea aprovizionarea cu apă de pe continent. Playfair spera că rezervoarele, odată reparate, ar putea oferi o sursă viabilă de apă pentru consumul public. Prin urmare, britanicii și-au propus să le readucă în stare funcțională. Cu toate acestea, în acest proces, britanicii au modificat designul și aspectul rezervoarelor în mod semnificativ față de starea lor inițială. Cu intenția de a stoca o cantitate de apă cât mai mare, inginerii britanici au înlocuit o rețea complexă de numeroase cisterne mici, în cascadă de-a lungul pereților văii, cu câteva rezervoare mai mari. Capacitatea rezervoarelor de a controla inundațiile și de a depozita apa a fost astfel afectată, iar situl pe care turiștii îl vizitează astăzi este, în mare parte, o creație britanică victoriană. Mai mult, remodelarea a distrus eventualele dovezi arheologice în ceea ce privește situl inițial, iar acest lucru, însoțit de deficitul de dovezi documentare, a îngreunat aflarea adevărului despre originile rezervoarelor.
Astăzi, rezervoarele sunt în primul rând un parc public și o atracție turistică. Nu au fost umplute de cel puțin cincisprezece ani și nu servesc nevoile de apă ale orașului. Ele pot ajuta în continuare cu inundațiile, structurile păstrându-și capacitatea de a îngreuna curgerea apei de la rezervoare spre mare. Nicio lucrare semnificativă de restaurare nu a fost efectuată asupra rezervoarelor de la încheierea erei coloniale britanice în 1967. Scurgerea timpului, inundațiile și impactul vizitatorilor și-au pus amprenta asupra structurilor. În plus, lucrările de construcție de pe podișul de deasupra rezervoarelor pot amenința întregul sistem de vaduri și baraje care ajută la canalizarea apelor inundate în rezervoare. Viitorul rezervoarelor rămâne incert.